# Greg Wells
Greg Wells – producent muzyczny, specjalizujący się w miksowaniu utworów i pisaniu tekstów.
Pracował przy płytach muzyków takich jak: Mika – Grace Kelly, Timbaland – Timbaland Presents: Shock Value, Otep – House of Secrets, Rufus Wainwright – Across the Universe. 
Wells ma na swoim koncie ponad 50 milionów wydanych albumów oraz sponsoring takich zespołów jak: Louise Goffin, Mika, Otep, The Deftones, Pink, Emm Gryner, Timbaland & OneRepublic, Rufus Wainwright, The Pipettes, Natasha Bedingfield, Pussycat Dolls, Team Sleep, Jewel, Belinda Peregrin, Michelle Branch, Jesse McCartney, Sarah Bettens, The Veronicas, Hilary Duff, Alex Parks, Paris Hilton i Natalia Lesz.
Pracuje w prywatnym studio Rocket Carousel Studio w Los Angeles. Często współpracuje z Mattem Chamberlainem jako perkusistą, autorką tekstów Karą DioGuardi i koordynatorem manipulacji dźwiękowych Paulem Buckmasterem.

## Wybrana dyskografia
- Life in Cartoon Motion - Mika
- Timbaland Presents: Shock Value - Timbaland
- Sometimes a Circle - Louise Goffin
- Poses - Rufus Wainwright
- House of Secrets - Otep
- Team Sleep - Team Sleep
- Beautiful Soul - Jesse McCartney
- Natalia Lesz - Natalia Lesz
- Deftones - Deftones
- Vessel - Twenty One Pilots